# George Siravo
George Siravo (* 2. Oktober 1916 auf Staten Island, New York; † 20. Februar 2000 in Medford, Oregon) war ein US-amerikanischer Musiker, Arrangeur und Bandleader.

## Leben
In den 1930er Jahren arbeitete Siravo zunächst als Klarinettist und Altsaxophonist, bald aber auch als Arrangeur, für verschiedene Swingorchester, darunter Artie Shaw, Charlie Barnet und Jan Savitt. 1937 gehörte er zur Gründungsbesetzung von Glenn Millers erster Bigband, ein Jahr später schloss er sich dem neuformierten Orchester von Gene Krupa an.
Bei CBS, für dessen Radio-Orchester Siravo ab 1943 tätig war, traf er in der wöchentlichen Sendung Your Hit Parade erstmals auf Frank Sinatra, der ihn dann auch für seine eigenen Radioshows verpflichtete, wo Siravo (teilweise als Ghostwriter für Sinatras Hausarrangeur Axel Stordahl, ab 1947 auch unter eigenem Namen) vorwiegend in schnellem Tempo gehaltene Stücke arrangierte.
Nachdem Siravo 1947 zu Columbia Records gestoßen war, arbeiteten beide auch im Studio zusammen, unter anderem für Sinatras Album Sing And Dance With Frank Sinatra (1950). Daneben schrieb Siravo zahlreiche Swing-Arrangements für Sinatras Konzertauftritte der späten 1940er und frühen 1950er Jahre. Einige davon verwendete Sinatra dann 1953/54 für seine ersten beiden Alben bei Capitol (Songs For Young Lovers und Swing Easy), auf denen er den von Siravo geschaffenen Sound gemeinsam mit Nelson Riddle perfektionierte.
Außer für Sinatra, mit dem er sporadisch noch bis in die frühen 1960er Jahre zusammenarbeitete, war Siravo als Arrangeur unter anderem auch für Doris Day, Vic Damone, Tony Bennett und Rosemary Clooney tätig. Unter eigenem Namen veröffentlichte Siravo nur wenige Alben, von denen Swingin’ Stereo In Studio A (RCA) das erfolgreichste war.
1983 zog sich Siravo weitgehend aus dem Musikgeschäft zurück.